# Adam Welichowski
Adam Welichowski (ur. 13 grudnia 1890 we Lwowie, zm. ?) – polski lekkoatleta, który specjalizował się w biegach długich.

## Kariera
W 1920 roku zdobył srebrny medal mistrzostw Polski seniorów w biegu na 5000 metrów, a rok później podczas kolejnej edycji czempionatu był na tym samym dystansie czwarty. Startował w barwach klubu Pogoń Lwów.
Znalazł się w gronie zawodników nominowanych do kadry na igrzyska olimpijskie w 1920. Z powodu wojny polsko-bolszewickiej Polska nie wysłała jednak ostatecznie reprezentacji na te zawody.